# Andriej Lenickij
Andriej Lenickij (ros. Андрей Леницкий; ur. 14 maja 1991 w Charkowie) – ukraiński piosenkarz i kompozytor.

## Życiorys
W latach nauki w szkole nr. 21 uczęszczał na zajęcia z sambo. Swój debiut muzyczny zaliczył podczas studiów na Charkowskim Uniwersytecie Samochodowym, dając pierwsze amatorskie występy. W tym czasie zaczął pisać swoje pierwsze piosenki. W styczniu 2011 roku umieścił w Internecie swój debiutancki teledysk do piosenki „Adranalin”. W tym czasie wziął udział w projekcie wspierającym sieroty „Nadieżda jest” (ros. Надежда есть), w którym zajął pierwsze miejsce z piosenką „Polubi”. Utwór niedługo później trafił do lokalnych rozgłośni radiowych.
W 2013 roku wydał swój debiutancki album studyjny, zatytułowany po prostu Andriej Lenickij. Płyta promowana była m.in. przez singiel „Lubi menia”. 18 września 2015 roku wydał drugi album studyjny, zatytułowany Budu twoim, na którym znalazły się m.in. single „Nikogda” i tytułowy „Budu twoim”.
11 listopada 2017 roku premierę miał jego trzeci album studyjny, zatytułowany Podari mnie lubow.

## Dyskografia

### Albumy studyjne
- Andriej Lenickij (2013)
- Budu twoim (2015)
- Podari mnie lubow (2017)